# كايلي تينانت
كايلي تينانت (بالإنجليزية: Kylie Tennant)‏ (12 مارس 1912، سيدني في أستراليا - 28 فبراير 1988، سيدني في أستراليا)؛ مؤلِّفة، كاتِبة مسرحية، مؤرخة وروائية أسترالية.

## روابط خارجية
- كايلي تينانت على موقع IMDb (الإنجليزية)
- كايلي تينانت على موقع الموسوعة البريطانية (الإنجليزية)